# Katastrofa lotu Intercontinental de Aviación 256
Katastrofa lotu Intercontinental de Aviación 256 – wypadek lotniczy, który wydarzył się 11 stycznia 1995 roku niedaleko María La Baja. Piloci samolotu Douglas DC-9 linii Intercontinental de Aviación doprowadzili do przeciągnięcia, a później do rozbicia maszyny. Zginęło 51 z 52 osób na pokładzie samolotu.

## Samolot
Samolotem, który się rozbił był McDonnell Douglas DC-9-15 należący do linii lotniczych Intercontinental de Aviación z numerami rejestracyjnymi HK-3836X.

## Przebieg zdarzenia
Lot 256 wystartował z lotniska w Bogocie o godzinie 18:45. Kiedy samolot zbliżał się do lotniska Rafael Núñez w Cartagenie, zniżył się do wysokości 20000 stóp. Nagle, gdy kapitan spojrzał na wysokościomierz, okazało się, że maszyna jest jeszcze ok. 500 metrów nad ziemią, jednak w rzeczywistości, samolot był niżej niż 100 metrów. Gdy piloci zauważają bagna, maszyna uderza w ziemię na bagnistej lagunie nieopodal Maria La Baja. Przeżyła tylko jedna spośród 52 osób znajdujących się na pokładzie.

## Przyczyny
Śledczy ustalili, że samolot rozbił się z dwóch powodów:
- awaria wysokościomierza, która spowodowała nieudane podejście,
- dezorientacja przestrzenna.